# Elaphoglossum mourae
Elaphoglossum mourae är en träjonväxtart som beskrevs av Alexander Curt Brade. Elaphoglossum mourae ingår i släktet Elaphoglossum och familjen Dryopteridaceae. Inga underarter finns listade.